# 3. domobranski zbor
Treći domobranski zbor bio je zbor Kopnene vojske Domobranstva NDH. Stvoren je 1. studenog 1941. sa stožerom u Sarajevu. 

## Ustroj
Od studenog 1941. do 1. svibnja 1943. zbor je izgledao ovako:
- 5. divizija, Sarajevo
- 6. divizija, Klišanić
- Zenički zdrug, Zenica

Nakon preustroja 1943., u sastavu zbora bile su ove postrojbe:
- 2. gorski zdrug, Konjic
- 8. posadni zdrug, Sarajevo
- 9. posadni zdrug, Dubrovnik
- 3. doknadni zdrug, Sarajevo
- Brzi zdrug, Travnik
- Željeznički zdrug